# Mezquita de Ibn Tulun
La mezquita de Aḥmad ibn Ṭūlūn (en árabe مسجد أحمد بن طولون) se encuentra en El Cairo (Egipto). Se puede decir que es la mezquita más antigua de la ciudad que ha sobrevivido en su forma original, y que es la mayor mezquita de El Cairo en extensión. Construida hacia el siglo IX, tiene una gran influencia oriental por la abundancia de arcos y cúpulas.
Ahmad ibn Tulun, gobernador abásida de Egipto entre 868-884 y cuyo gobierno puede considerarse como independiente de facto, ordenó la construcción de la mezquita. Según el historiador al-Maqrizi la construcción empezó en el año 876, y la inscripción original de la mezquita data la fecha de finalización de las obras fue el 265 A.H., o 879 d. C. Posteriormente fue renovada en 1267.

## Galería de imágenes

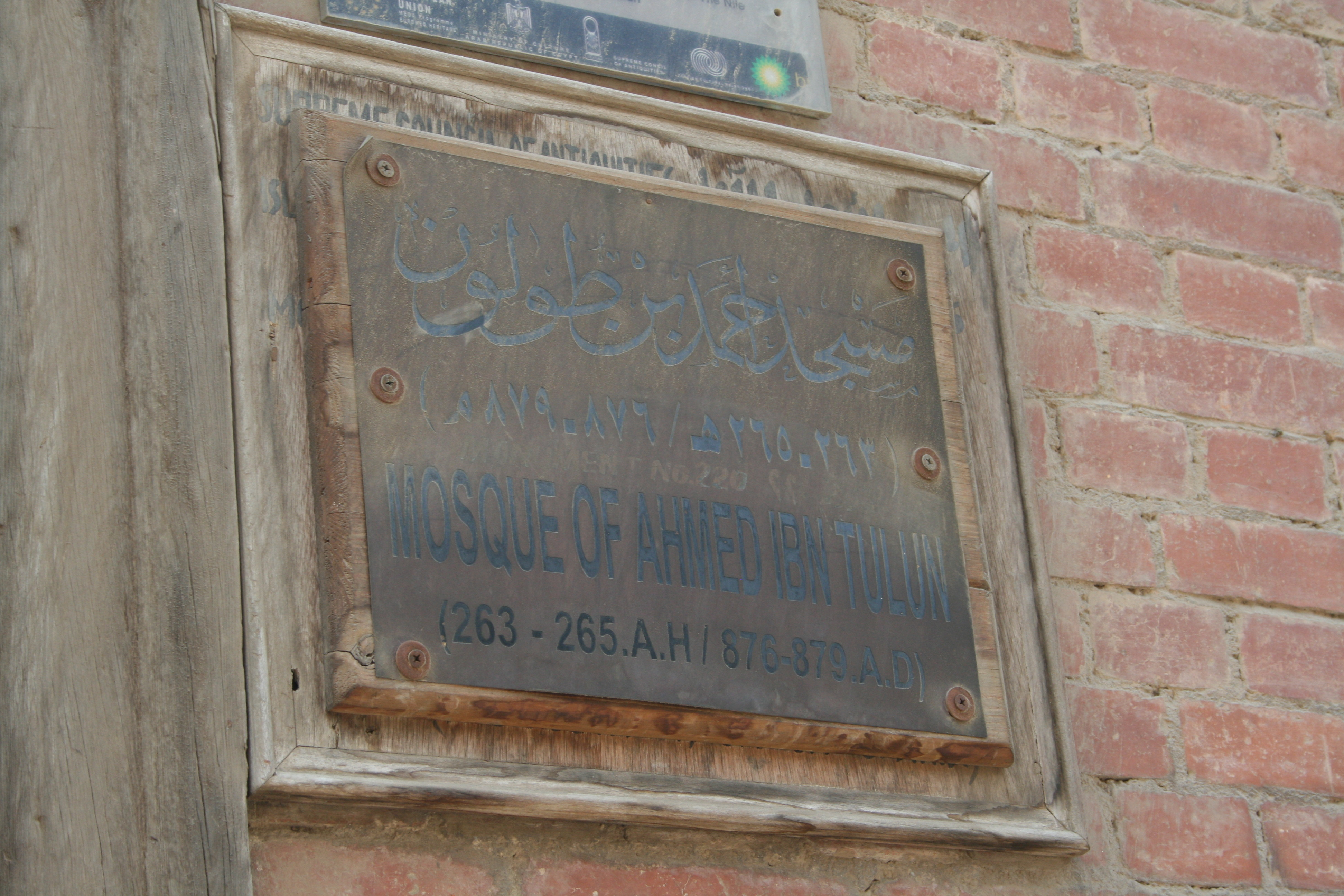
Inscripción a la entrada.
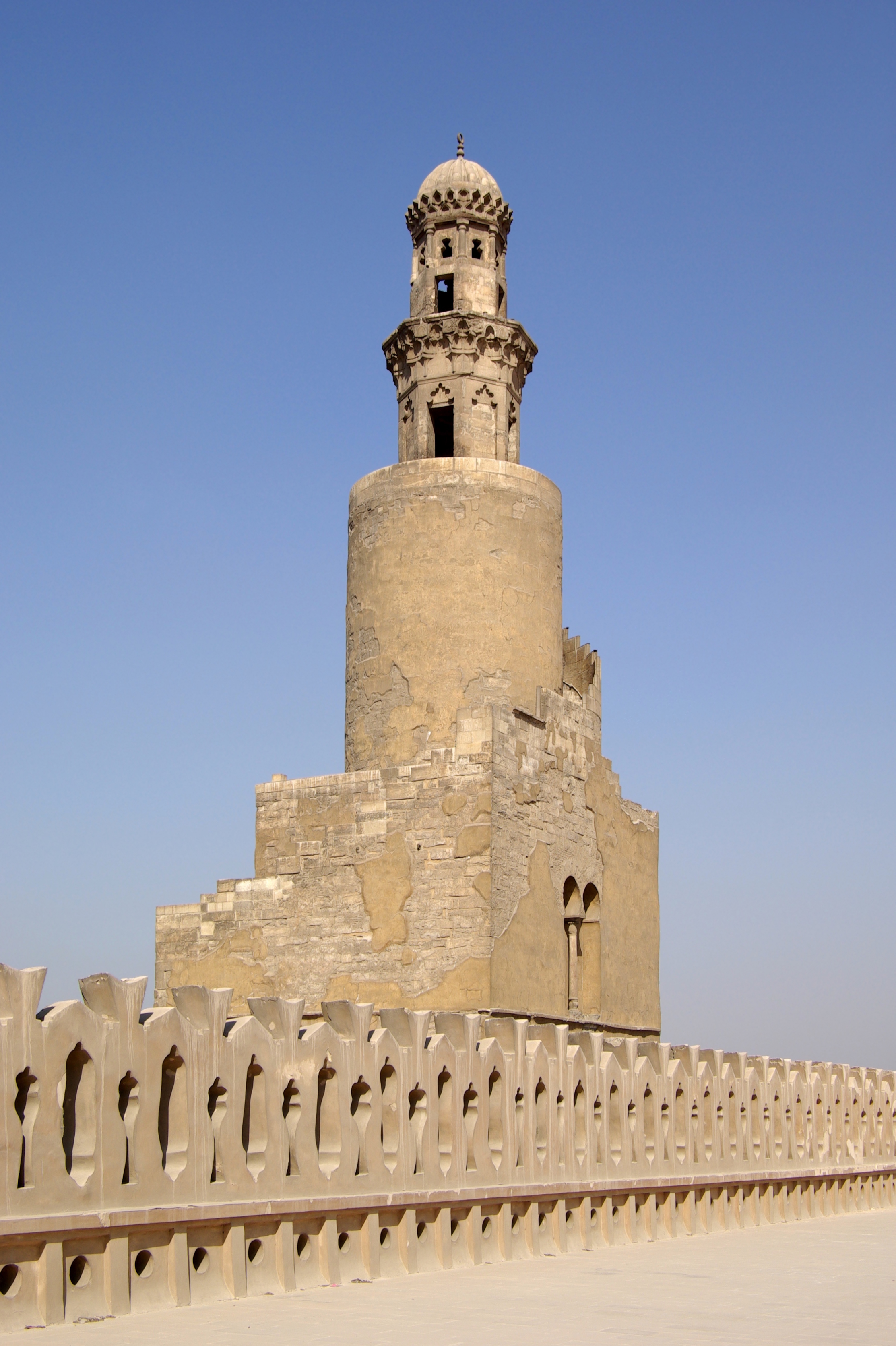
Alminar con una escalera exterior helicoidal.
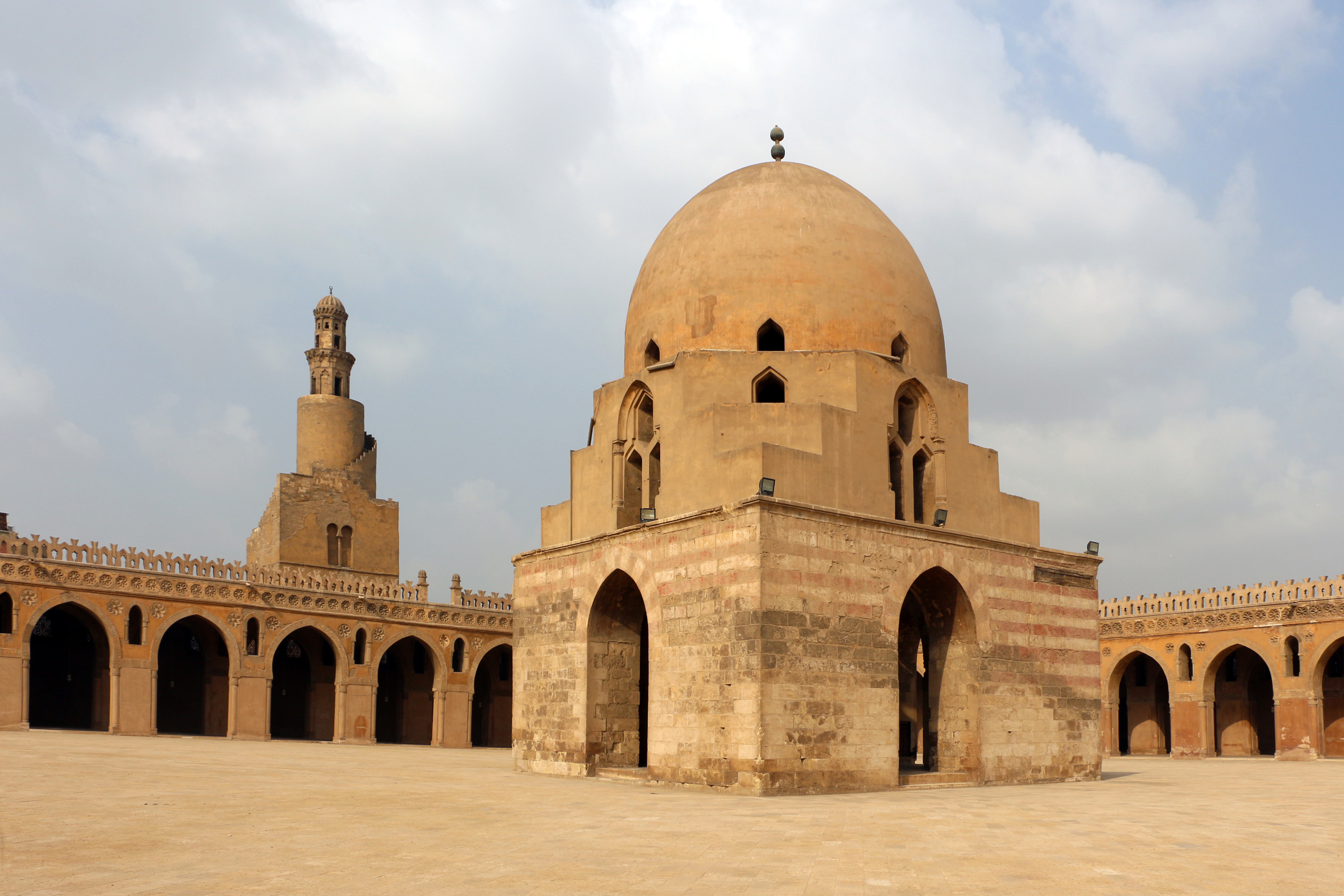
Patio, minarete y fuente de las abluciones de la mezquita de Ibn Tulun.
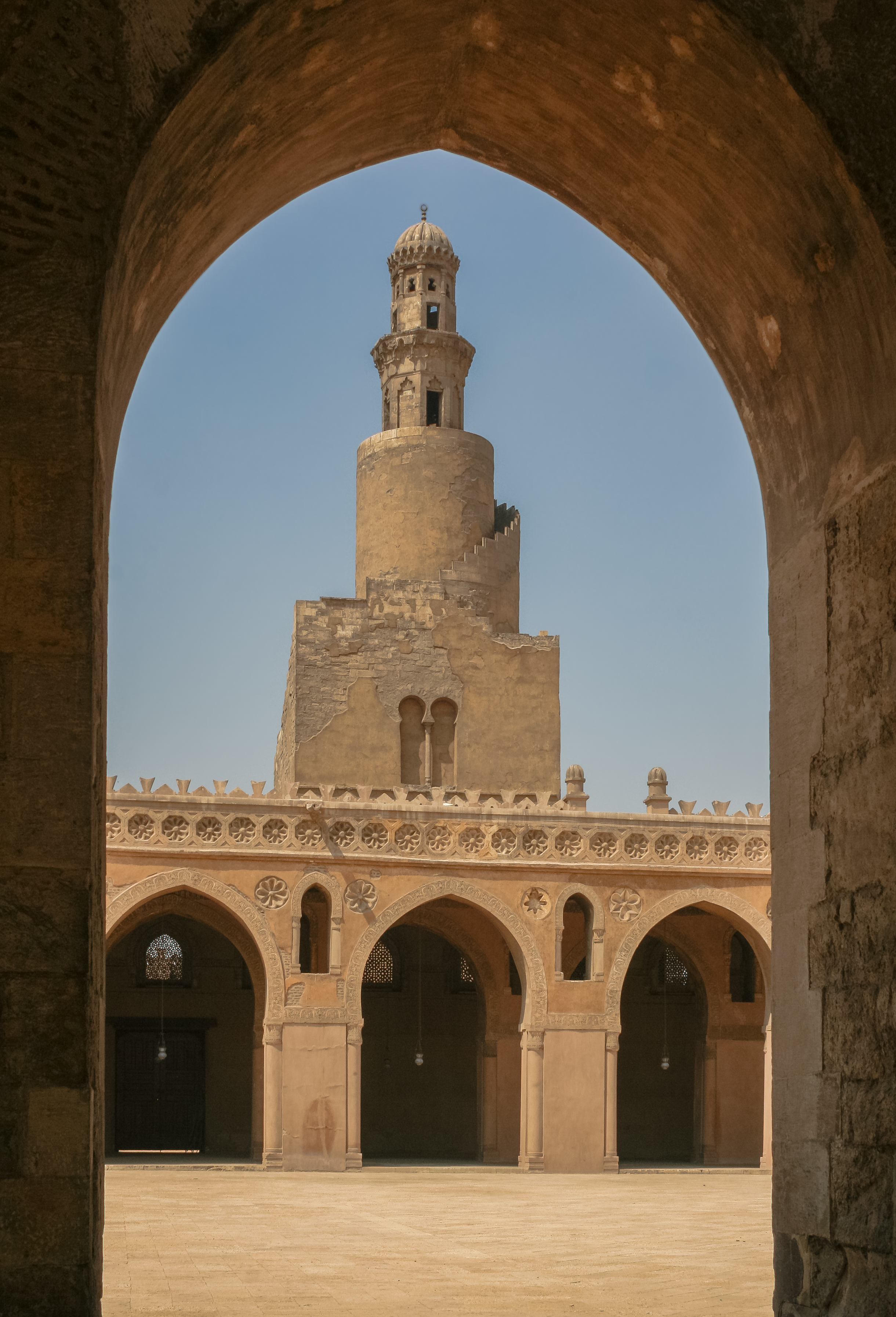
Minarete visto desde un arco.
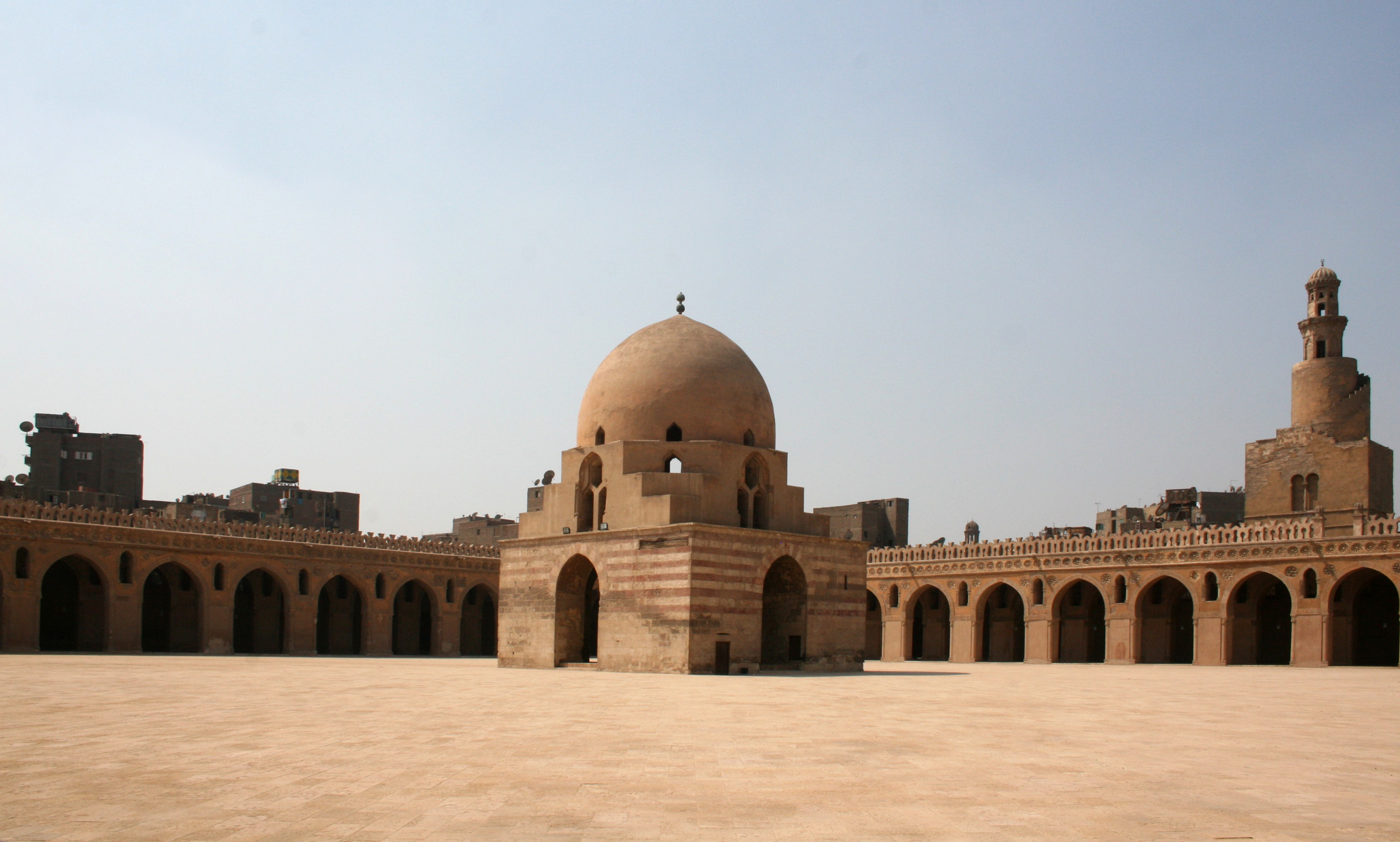
Vista del patio.
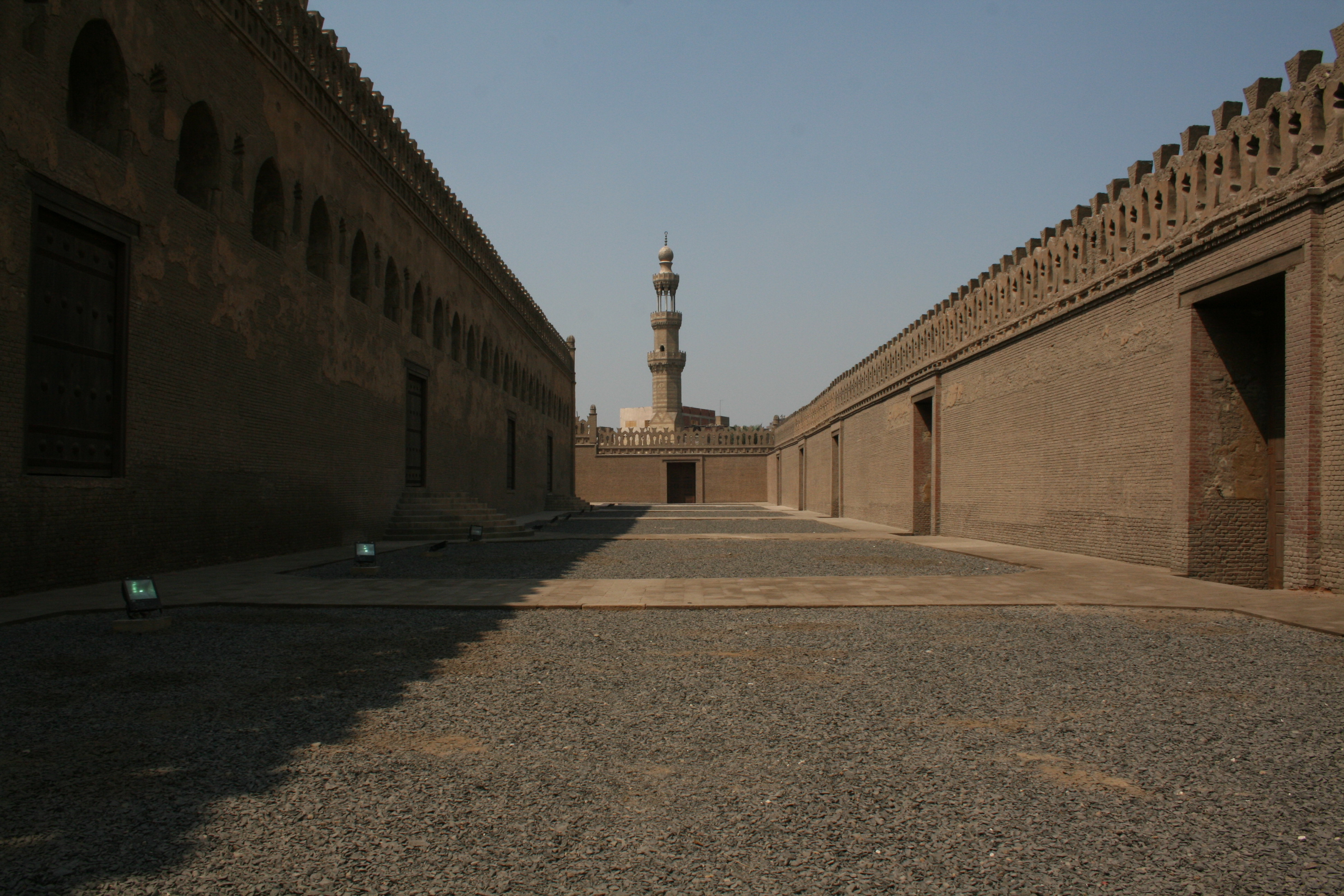
Corredor.
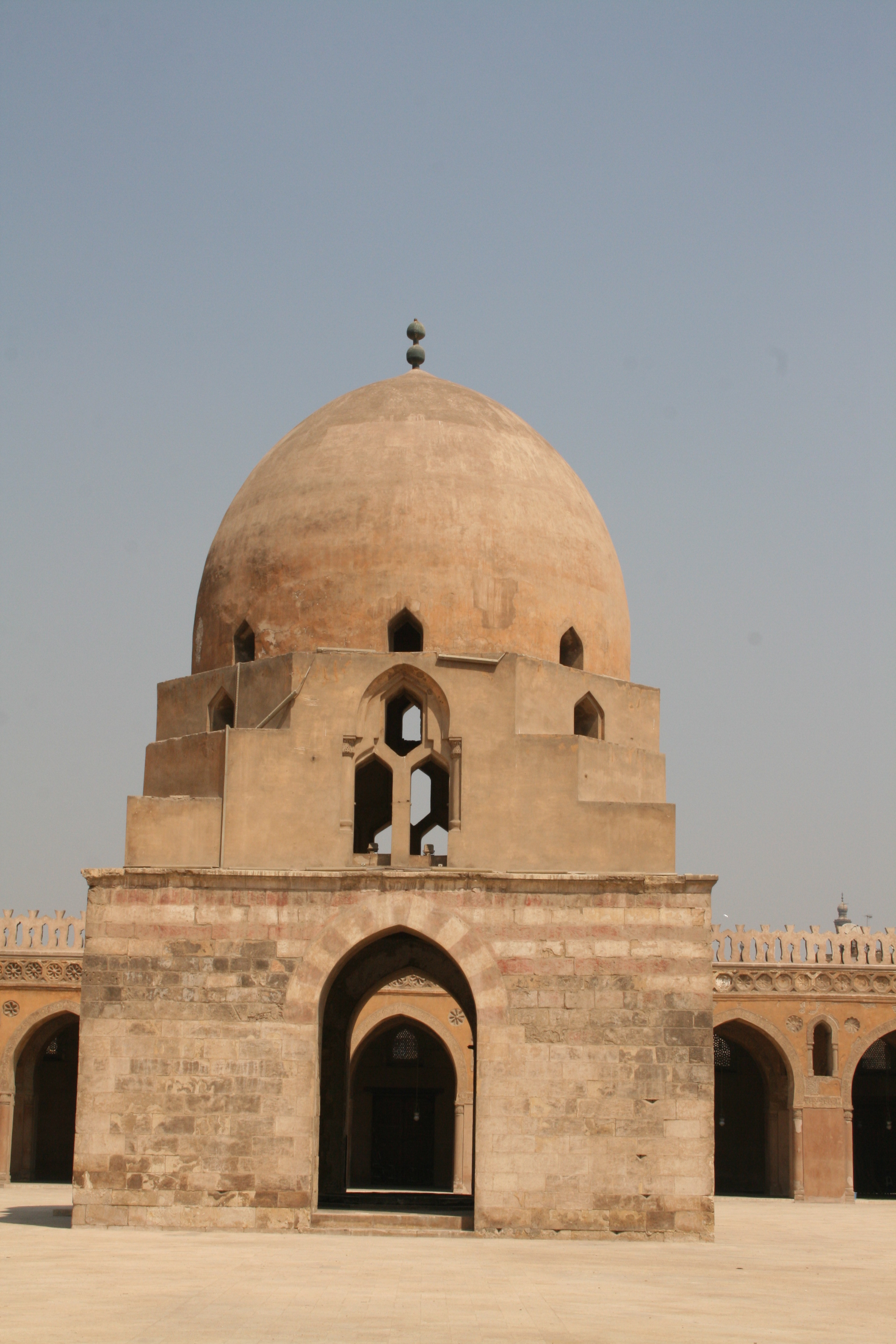
Detalle del sabil (fuente).